# Емна
Емна — река в Вологодской области России, правый приток Куножа.

## Общая информация
Протекает по территории Бабушкинского района. Впадает в Кунож в 43 км от его устья. Длина реки составляет 11 км, площадь водосборного бассейна — 39 км².

## Данные водного реестра
По данным государственного водного реестра России относится к Верхневолжскому бассейновому округу, водохозяйственный участок реки — Унжа от истока и до устья, речной подбассейн реки — Бассейн притоков Волги ниже Рыбинского водохранилища до впадения Оки. Речной бассейн реки — (Верхняя) Волга до Куйбышевского водохранилища (без бассейна Оки).
Код объекта в государственном водном реестре — 08010300312110000014948.